# Гореловский сельский совет (Глуховский район)
Гореловский сельский совет (укр. Горілівська сільська рада) — входит в состав
Глуховского района
Сумской области
Украины.
Административный центр сельского совета находится в 
с. Горелое
.

## Населённые пункты совета
- с. Горелое
- с. Клочковка
- с. Отрадное
- с. Поповщина